# Sestola
Sestola est une commune italienne de la province de Modène, dans la région Émilie-Romagne.

## Administration
| Période                                  | Période | Identité | Étiquette | Qualité |
| ---------------------------------------- | ------- | -------- | --------- | ------- |
|                                          |         |          |           |         |
| Les données manquantes sont à compléter. |         |          |           |         |

### Hameaux
Casine, Castellaro, Rocchetta Sandri, Roncoscaglia, Vesale.

### Communes limitrophes
Fanano, Fiumalbo, Lizzano in Belvedere, Montecreto, Montese, Pavullo nel Frignano, Riolunato.

## Sports
Sestola fut à l'arrivée de la 4e étape du Giro 2021 à l'issue d'un parcours de 187 km depuis Piacenza. L'étape fut remportée par Joseph Dombrowski devant Alessandro De Marchi, second de l'étape, endossait le maillot rose. L'ascension fut classée en deuxième catégorie.